# Kyanid vápenatý
Kyanid vápenatý je anorganická sloučenina se vzorcem Ca(CN)2, vápenatá sůl kyseliny kyanovodíkové.  Za běžných podmínek se jedná o bezbarvé krystaly až bílý prášek s charakteristickým pachem po hořkých mandlích[zdroj?] (viz kyanovodík). Podobně jako další podobné kyanidy je velmi toxický. Snadno hydrolyzuje (již na vlhkém vzduchu) za uvolnění kyanovodíku.
Kyanid vápenatý se používá při louhování zlata.